# حركة الانفصال الفيينية
حركة الانفصال الفيينية (بالألمانية: Wiener Secession)؛ والمعروفة أيضًا باسم اتحاد الفنانين النمساويين، (بالألمانية: Vereinigung Bildender Künstler Österreichs) هي حركة فنية ترتبط ارتباطًا وثيقًا بالفن الجديد، شكَّلها عام 1897 مجموعة من المصورين، وفناني الجرافيك، والنحاتين، والمعماريين النمساويين، من بينهم يوزف هوفمان، وكولومان موسر، وأوتو فاغنر، وغوستاف كليمت. وكانوا قد استقالوا من جمعية الفنانين النمساويين احتجاجًا على دعمها أنماطًا فنية أكثر تقليدية. كان أكثر أعمالهم المعمارية تأثيرًا مبنى الانفصال الذي صممه جوزيف ماريا أولبريش ليكون مكانًا لإقامة معارض المجموعة. كانت مجلتهم الرسمية تُسمى فير ساكروم Ver Sacrum (الربيع المقدس) والتي نشرت أعمالًا فنية مؤثرة ومنمقة للغاية من الفن الجرافيكي. في عام 1905، انقسمت المجموعة نفسها عندما استقال بعض أبرز الأعضاء، من بينهم كليمت وفاغنر وهوفمان، في نزاع حول الأولويات، لكنها استمرت في العمل، ولا تزال تعمل اليوم، من مقرها في مبنى الانفصال.

## التاريخ

### التأسيس
تأسست حركة الانفصال الفيينية في 3 أبريل 1897 بواسطة الفنان غوستاف كليمت، والمصمم كولومان موسر، والمعماريين يوزف هوفمان، ويوزف ماريا أولبريش، وماكس كورزفيل، وفيلهلم بيرناتسيك، وآخرين. انضم المعماري أوتو فاغنر إلى المجموعة بعد وقت قصير من تأسيسها. تضمنت الأهداف الواردة في التأسيس إقامة اتصال وتبادل للأفكار مع فنانين خارج النمسا، ومعارضة القومية الفنية، وتجديد الفنون الزخرفية؛ إنشاء «فن شامل»، يوحّد التصوير والعمارة والفنون الزخرفية؛ وعلى وجه الخصوص، معارضة هيمنة أكاديمية فيينا الرسمية للفنون، Vienna Künstlerhaus، وصالونات الفن الرسمية، بتوجهها التقليدي نحو التاريخانية.
أخذت الحركة اسمها من حركة الانفصال في ميونيخ التي تأسست عام 1892. وقد عبر الناقد الأدبي هيرمان بار عن أهداف الحركة الجديدة في فيينا في العدد الأول من المجلة الجديدة التي بدأتها المجموعة فير ساكروم. كتب باهر: «فننا ليس معركة الفنانين المعاصرين ضد أولئك الذين في الماضي، بل تعزيز للفنون في مواجهة الباعة المتجولين الذين ينتحلون صفة فنانين ولديهم مصلحة تجارية في عدم ترك الفن مزدهرًا. الاختيار بين التجارة والفن هي القضية المطروحة في انفصالنا. انها ليست نقاشًا حول الجماليات، بل مواجهة بين حالتين روحيتين مختلفتين».
في البداية، تكونت الحركة من خمسين عضوًا، انتخبوا المصور غوستاف كليمت رئيسًا. ومن بين الأعضاء المؤسسين أو الأوائل، المعماري يوزف هوفمان، والمصمم كولومان موسر، والمصمم والمعماري يوزف ماريا أولبريش، والمصورين ماكس كورزفيل، والتشيكي ألفونس موخا، الذي كان يقيم في باريس ويشتهر بملصقاته من طراز الفن الجديد. اختير أحد المؤسسين وهو المصور رودولف فون ألت، الذي كان يبلغ من العمر خمسة وثمانين عامًا، رئيسًا فخريًا للمجموعة، وقاد وفدًا لتوجيه دعوة إلى الإمبراطور فرانتس يوزف الأول لحضور المعرض الأول للمجموعة.
كان أول مشروع معماري لحركة الانفصال هو إنشاء مساحة عرض لتقديم الفنانين العالميين والحركات الفنية العالمية في فيينا. كان المعماري صاحب التصميم هو يوزف ماريا أولبريش، تلميذ المعماري أوتو فاغنر؛ وأصبح مبنى المعرض في وسط فيينا، المقبب مع إفريز منحوت على المدخل، رمزًا للحركة. كان أول معرض مخصص للفن المعاصر في المدينة. ساعد ذلك في جعل الانطباعيين الفرنسيين وغيرهم معروفين للجمهور الفييني.
كان المعرض الرابع عشر لحركة الانفصال عام 1902، الذي صممه يوزف هوفمان والمخصص للودفيغ فان بيتهوفن، مشهورًا بشكل خاص. وقف تمثال بيتهوفن الذي نحته ماكس كلينغر في الوسط، مع إفريز كليمت بيتهوفن مثبت حوله. رُمِّم إفريز كليمت ويمكن رؤيته الآن في صالة العرض.

### الانشقاق داخل حركة الانفصال
في عام 1899، غادر أولبريش فيينا للانضمام إلى مستعمرة فناني دارمشتات. في عام 1900، حصل على جنسية دوقية هسن الكبرى ولم يعد يعمل في النمسا منذ ذلك الحين.
في عام 1903، أسس هوفمان وموسر جمعية الفنون الجميلة فينر فيركشتات (Wiener Werkstätte) بهدف إصلاح الفنون التطبيقية (الفنون والحرف اليدوية). في عام 1907، أصبحت جمعية فينر فيركشتات وهوفمان شخصيًا من المؤسسين لدويتشر فيركبوند (الرابطة الألمانية للحرفيين).
سرعان ما ظهر انقسام هام داخل حركة الانفصال بين أولئك الذين يرغبون في إعطاء الأولوية للمصورين والفنون الجميلة التقليدية، وآخرين، من بينهم كليمت، وهوفمان، وفاغنر، وموسر، وغيرهم ممن فضلوا معاملة متساوية للفنون الزخرفية. وصل هذا النزاع إلى ذروته عام 1905 عندما اقترح مصور بارز في المجموعة، كارل مول، أن تشترى حركة الانفصال صالة عرض ميثكي، لتكون منفذًا لعرض أعمالها. كان هذا مدعومًا من كليمت وفاغنر وهوفمان وموسر وغيرهم. طرح الأعضاء القضية للتصويت، وخسر كليمت وأنصاره بفارق صوت واحد. في 14 يونيو 1905، استقال كليمت وهوفمان وموسر ومجموعة من الفنانين الآخرين من الحركة.

### السنوات اللاحقة
استمرت حركة الانفصال في العمل بعد رحيل كليمت وهوفمان وفاغنر وأنصارهم، وقدموا معارضًا منتظمة في مبنى الانفصال، لكنهم افتقروا إلى أصالة وحماس الفترة السابقة. أصبح المصمم بيتر بيرنز عضوًا في حركة الانفصال عام 1938. دُمِّر مبنى الانفصال أثناء نظام هتلر والنازيين لكونه رمزًا للفن المنحل، ولكن أعيد بناؤه بدقة بعد الحرب.
في عام 1945، بعد الحرب، عاد هوفمان إلى حركة الانفصال الفيينية، الحركة الفنية التي استقال منها هو وكليمت وفاغنر بشكل دراميّ عام 1905. انتُخِب رئيسًا للحركة من 1948 حتى 1950. لا تزال حركة الانفصال مستمرة في العمل حتى اليوم، إذ تُقام باسمها معارض منتظمة في قاعة الانفصال.